# Szoltoni járás
A Szoltoni járás (oroszul: Солтонский район) Oroszország egyik járása az Altaji határterületen. Székhelye Szolton.

A Szoltoni járás az Altaji határterületen

## Népesség
- 1989-ben 11 891 lakosa volt.
- 2002-ben 10 954 lakosa volt, melyből 10 060 orosz, 406 kumundi, 209 német, 62 ukrán, 56 mordvin, 27 tatár, 20 örmény, 16 fehérorosz stb.
- 2010-ben 8 610 lakosa volt.